# Елена (місто)
Елена (болг. Елена) — місто в  Болгарії. Знаходиться в  Великотирнівській області, входить в громаду Єлена. Населення становить 6288 осіб.
Місто розташоване на висоті 339 м, біля підніжжя Еленінських Балкан, через які проходи: Залізні Ворота (Демір-Капи) і Гайдуці-Чокар, з проїзною дорогою, яка веде в місто Слівен.

## Історія
Відомий з 1430 р., був важливим культурним центром в епохи Ренесансу і Просвітництва, там було відкрито одне з перших болгарських училищ. 
У турецьку війну 1877-78 рр.., Незабаром після переходу російських військ через Дунай, Олена була зайнята російським загоном. Коли турки, у серпні місяці, перейшли в наступ і зайняли висоти, командувачі над Оленою і над шляхом відступу до Тирново, позиція у Олени стала вельми небезпечною. На початку листопада еленінскій загін, що діяв під командою генерал-майора Домбровського, був підкріплений резервом. У середині листопада ворог почав готуватися до нападу на Олену, з метою відвернення головної російської армії від  Плевни та перешкоджання нового руху росіян за Балкани. Сулейман-паша 18 листопада зосередив поблизу Олени близько 30 тис. чоловік, розраховуючи з цими силами взяти Олену і потім рушити до Тирново. На світанку 22-го числа турки відкрили вогонь по передовому загону, а потім рушили в атаку. Після 2-годинного запеклого бою командував передовим загоном полковник Лермонтов став відступати на Олену. Висланий йому на підкріплення батальйон був оточений турками, причому близько 300 чоловік взяті в полон. О 12 годині дня турки атакували укріплену позицію росіян в Олени Після тригодинного опору генерал Домбровський наказав відступати і, незважаючи на величезні труднощі, близько 6 години вечора встиг дійти до села Яківці, де припинилося переслідування з боку турків. Еленінскій загін втратив в цей день більше 1/3 свого складу (55 офіцерів і 1087 нижніх чинів) і повинен був кинути 11 гармат. Завдяки його наполегливій оборони на шляху до Тирново встигли зосередитися достатні сили, і Сулейман повинен був відмовитися від свого плану. 2 грудня турки очистили Олену, після чого розграбований і спалений частиною ними місто було знову зайнятий російськими військами, а турки зміцнилися неподалік на кургані Дівоча могила. 

## Народились
- Іларіон Макаріопольський, митрополит, учасник національно-визвольного руху.
- Теодор Теодоров, прем'єр-міністр.
- Пенчо Златев, прем'єр-міністр.
- Іларіон (Цонев), митрополит і письменник.
- Стоян Михайловський — поет, публіцист, журналіст
- Йосиф Разсуканов (1876-?) — болгарський військовий діяч.
- Ілія Бобчев (1873—1936) — болгарський юрист, письменник, літературний та громадський діяч.
- Страшимир Велчев (1895—1974) — болгарський військовий діяч.

Там же навчався письменник Еміліан Станев.

## Галерея

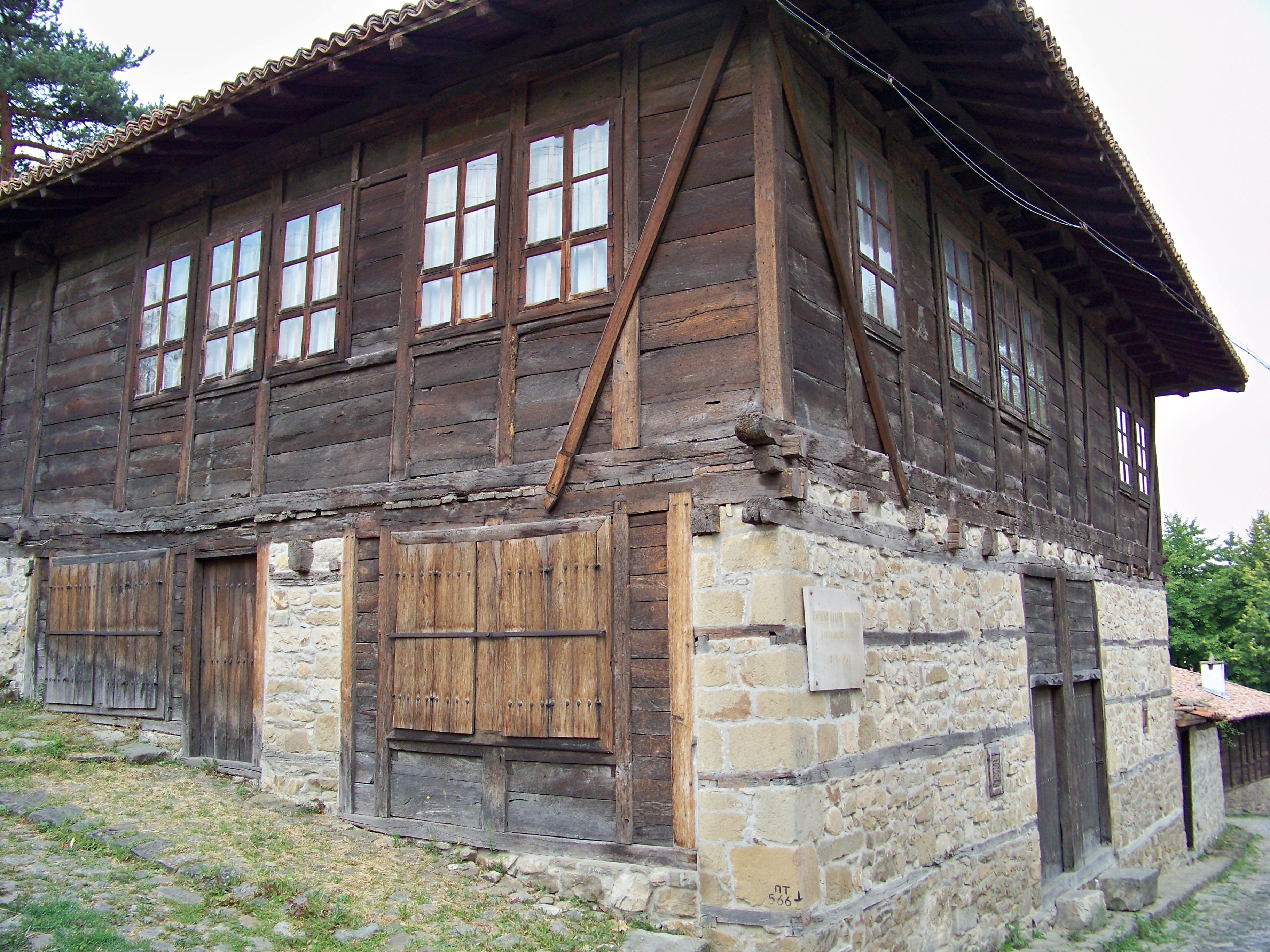
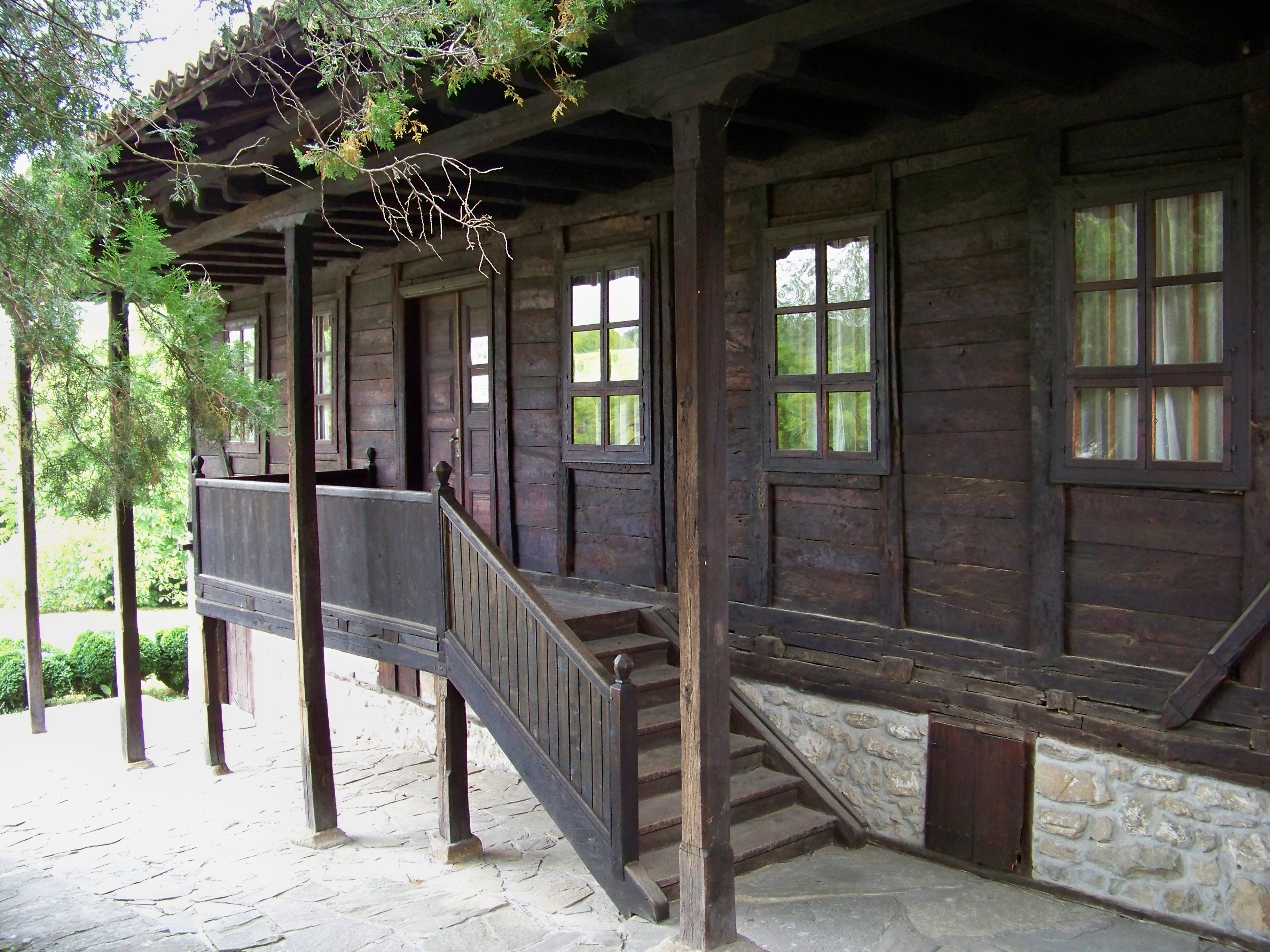
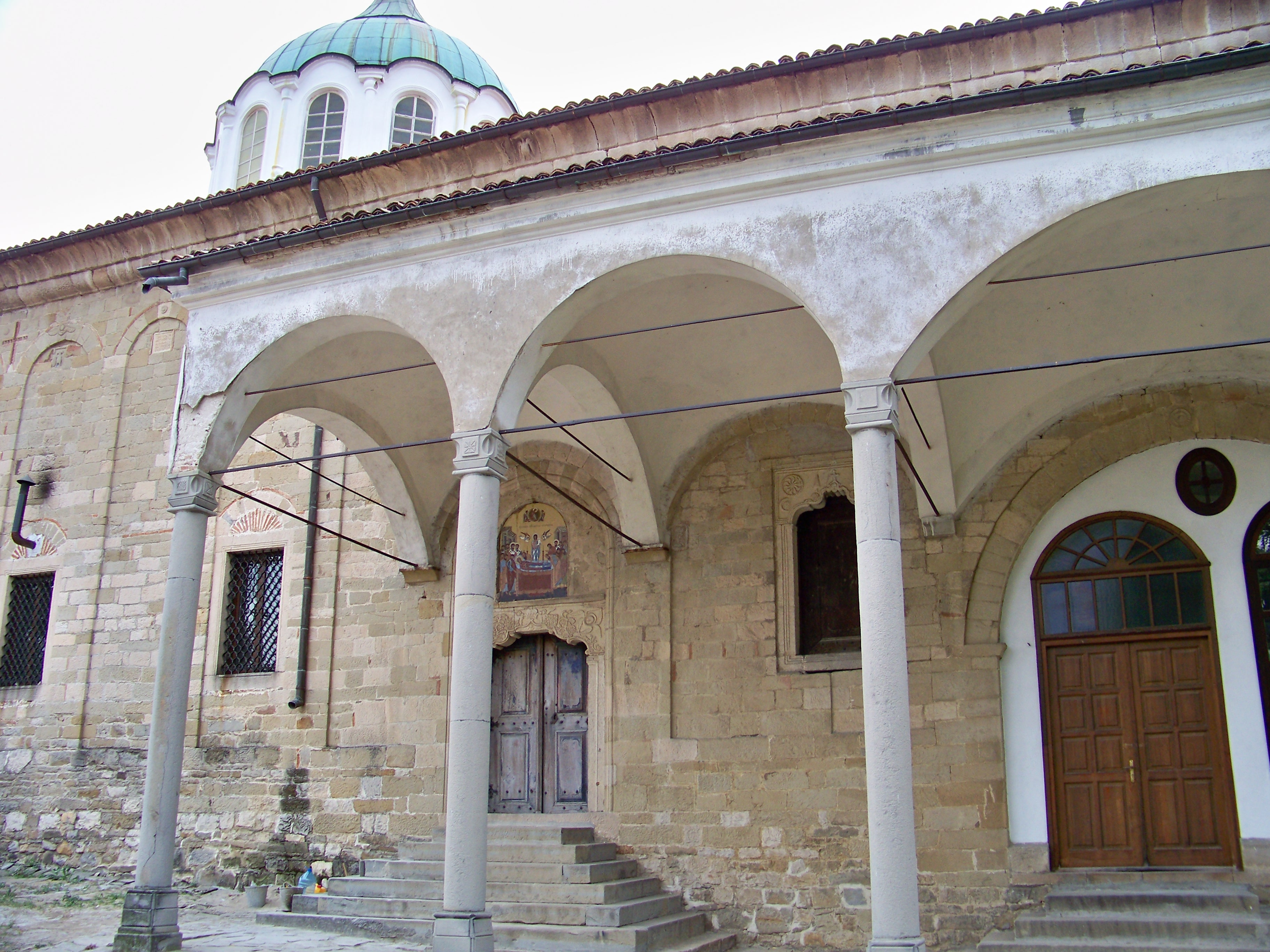
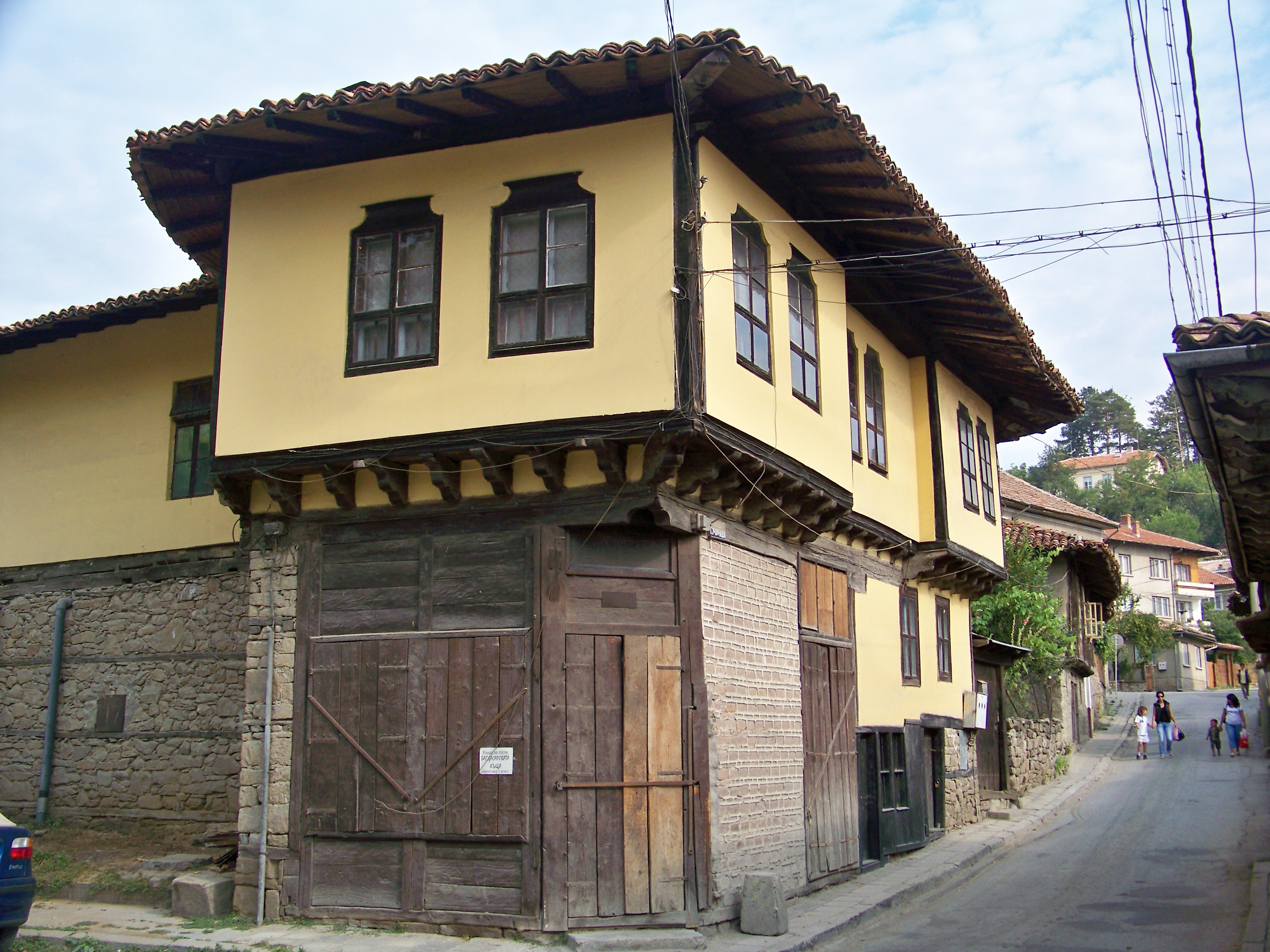
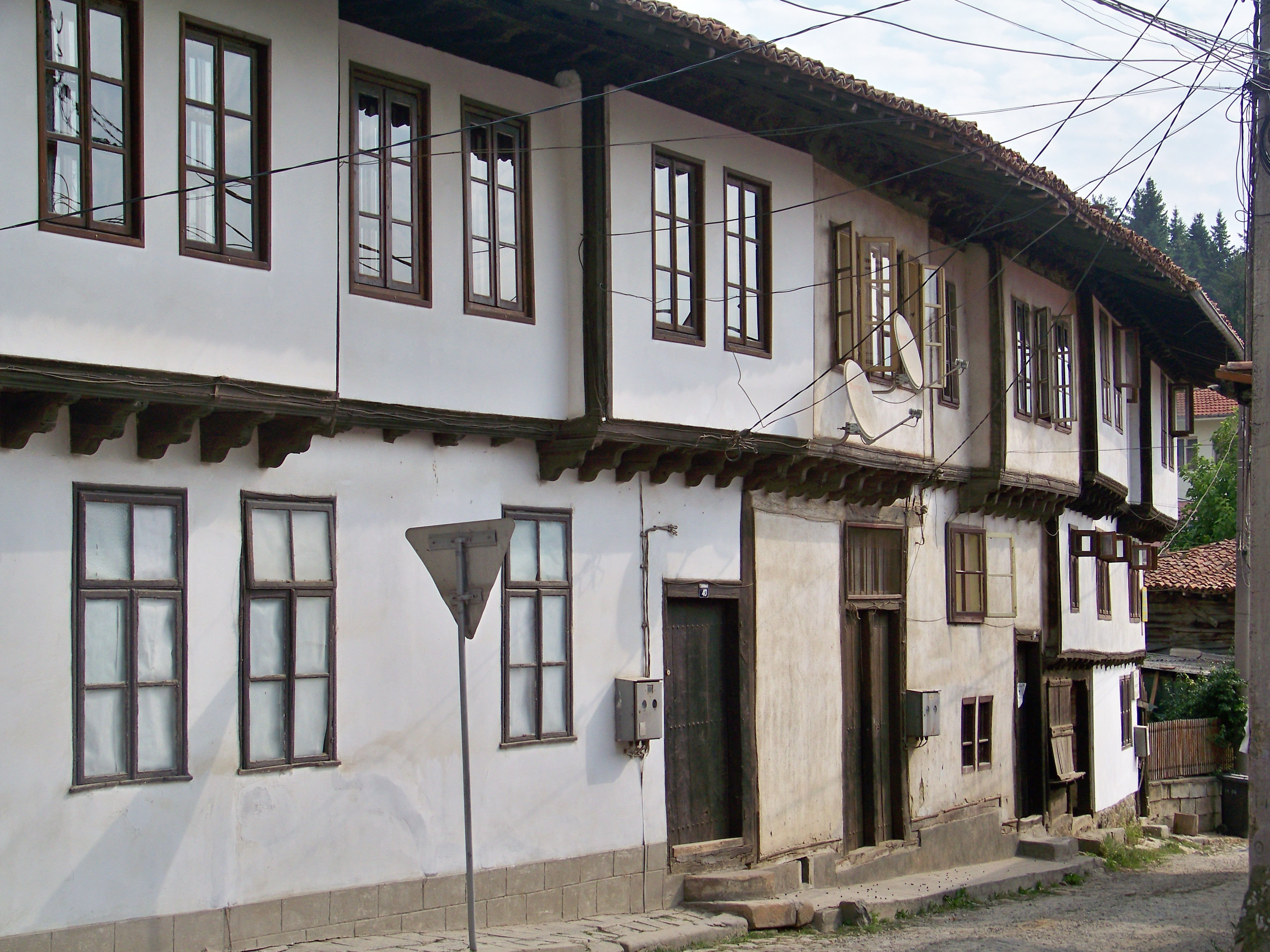